# Gillettlerche

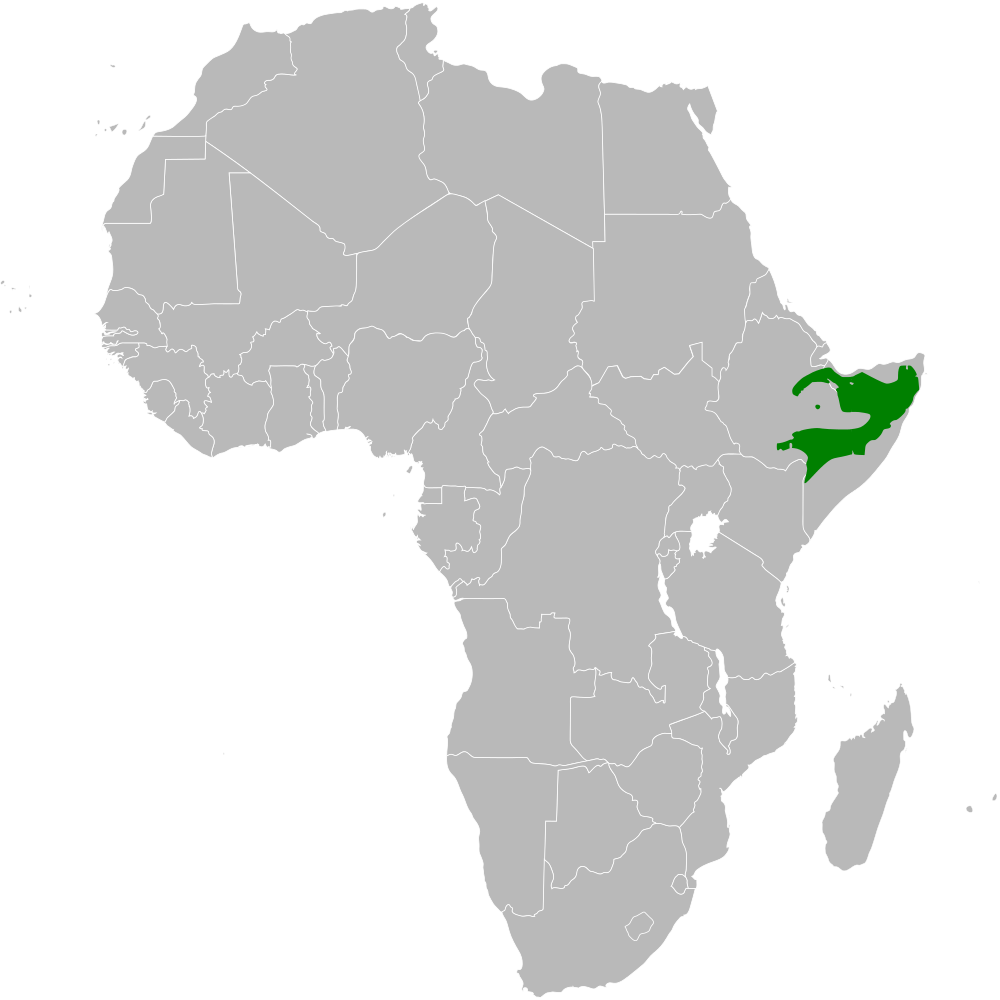
Verbreitungsgebiet der Gillettlerche

Die Gillettlerche (Mirafra gilletti), früher auch Ogadenlerche genannt, ist eine Art aus der Familie der Lerchen. Sie ist eine im Osten des afrikanischen Kontinents verbreitete Art. Sie ist deutlich kleiner als eine Feldlerche, hat aber einen kräftigeren Schnabel als diese. Man unterscheidet mehrere Unterarten. Die Degodilerche, die zeitweilig als eigenständige Art (Mirafra degodiensis) eingestuft wurde, wird wieder als eine Unterart der Gillettlerche geführt.
Die Bestandssituation der Gillettlerche wird als ungefährdet (least concern) eingestuft.

## Merkmale
Die Gillettlerche erreicht eine Körperlänge von 14 bis 16 Zentimeter, wovon 7,7 bis 9 Zentimeter auf den Schwanz entfallen. Der Schnabel hat vom Schädel aus gemessen eine Länge von 1,6 bis 1,83 Zentimeter. Sie wiegen zwischen 20,3 und 24,8 Gramm. Es besteht kein auffälliger Geschlechtsdimorphismus.
Die Gillettlerche hat einen rötlichen Kopf, der Scheitel weist eine feine dunkelbraune Strichelung auf. Die Wangen und Ohrdecken sind dagegen fein weißlich gestrichelt. Der Überaugenstreif ist weißlich. Der Nacken, der Hinterhals und die Halsseiten sind bräunlicher gefiedert, die einzelnen Federn haben gelbbraune bis weißliche Säume. Der Mantel und der Rücken sind braun mit einem leichten rötlichen Ton, die einzelnen Federn haben schwarzbraune Mitten. Der Bürzel und die Oberschwanzdecken sind graubraun mit hellen Säumen.
Das Kinn und die Kehle sind weiß, die Brust ist isabellfarben mit einer dunklen Strichelung, die übrige Körperunterseite ist weißlich und wird in Richtung der Unterschwanzdecken dunkler. Die Hand- und Armschwingen sind dunkelbraun. Die Schwanzfedern sind gleichfalls dunkelbraun. Das mittlere Steuerfederpaar ist schmal rötlich-braun gesäumt. Der Oberschnabel ist braun, der Unterschnabel etwas heller.

## Verwechslungsmöglichkeiten
Es kommen im Verbreitungsgebiet der Gillettlerche mit der Savannenlerche und der Fahlbrustlerche zwei Lerchenarten vor, mit der sie verwechselt werden kann.
Von der Savannenlerche unterscheidet sich die Gillettlerche durch ihre dunklere Körperoberseite, die deutlicher gestrichelt und weniger rötlich ist als bei der Savannenlerche. Die Savannenlerche hat außerdem eine weiße bis sandfarbene Außenfahne an der äußersten Steuerfeder. Die Fahlbrustlerche hat einen grauen Scheitel und ein helles Gesicht ohne weitere Abzeichen.

## Unterarten und ihre Verbreitungsgebiete
Es werden drei Unterarten für die Gillettlerche unterschieden:
- M. g. gilletti Sharpe, 1895 – Vorkommen in Ostäthiopien und Nordwesten Somalias.
- Degodilerche (M. g. degodiensis Érard, 1976) – Vorkommen im Südosten von Äthiopien
- M. g. arorihensis Érard, 1976 – Vorkommen vom Zentralgebiet Somalias bis in den Nordosten von Kenia.

Die Gillettlerche ist in ihrem gesamten Verbreitungsgebiet ein Standvogel.

## Lebensraum
Die Gillettlerche kommt bevorzugt in offenen Savannen vor. Sie bevorzugt Stellen mit harten und steinigen Böden. In Somalia kommt sie auch in licht bewaldeten Steppengebieten vor. Die Höhenverbreitung reicht von 1000 bis 1500 Meter.

## Lebensweise
Die Gillettlerche frisst Arthropoden sowie diverse Sämereien.
Ihren Gesang trägt die Gillettlerche sowohl von Baumspitzen als auch während des Singfluges vor. Beim Singflug steigt sie mindestens 100 Meter hoch und kreist dann kontinuierlich singend etwa 10 Minuten lang, bevor sie sich wieder steil zur Erde herabstürzen lässt.
Wie alle Lerchen ist auch die Gillettlerche ein Bodenbrüter. Das Nest ist napfförmig und wird teilweise mit Gräsern überwölbt. Das Gelege besteht gewöhnlich aus drei Eiern.

## Einzelbelege
1. ↑  Pätzold: Kompendium der Lerchen. S. 111.
2. ↑  IOC World Bird List 6.4. In: IOC World Bird List Datasets. doi:10.14344/ioc.ml.3.1 (englisch, worldbirdnames.org).
3. 1 2  Pätzold: Kompendium der Lerchen. S. 112.
4. ↑  IOC World Bird List 6.4. In: IOC World Bird List Datasets. doi:10.14344/ioc.ml.6.4 (worldbirdnames.org).
5. 1 2  Pätzold: Kompendium der Lerchen. S. 113.